# 管同
管同（1780年—1831年），字異之。江寧上元（今南京）人。
乾隆四十五年（1780年）出生。自幼喪父，家贫。早年從姚鼐學習於鐘山書院。為文“论事深切，绝出流辈”。又與梅曾亮、方東樹、姚瑩為桐城四傑。姚鼐十分推崇管同的诗歌。同窗梅曾亮輒聽從管同的劝导，开始由骈文学古文。道光五年（1825年），陳用光典試江南，管同中舉。次年应礼部会试再次折戟。道光六年，安徽巡撫鄧廷楨聘其為幕僚，為其子授課。道光十一年（1831年）偕廷楨之子赴北京，卒於途中。管同“淹贯群言，好为湛深之思”，著有《七经纪闻》、
《孟子年谱》、《因寄轩文集》、《文中子考》、《战国地理考》等。有子管嗣復。